# Moselle Open
Moselle Open – męski turniej tenisowy kategorii ATP Tour 250 zaliczany do cyklu ATP Tour. Rozgrywany na kortach twardych w hali we francuskim Metzu od 2003 roku.

## Mecze finałowe

### Gra pojedyncza
| Rok  | Zwycięzca                                    | Finalista                                    | Wynik                                        |
| 2024 | Benjamin Bonzi                               | Cameron Norrie                               | 7:6(6), 6:4                                  |
| 2023 | Ugo Humbert                                  | Aleksandr Szewczenko                         | 6:3, 6:3                                     |
| 2022 | Lorenzo Sonego                               | Aleksandr Bublik                             | 7:6(3), 6:2                                  |
| 2021 | Hubert Hurkacz                               | Pablo Carreño-Busta                          | 7:6(2), 6:3                                  |
| 2020 | Turniej anulowano z powodu pandemii COVID-19 | Turniej anulowano z powodu pandemii COVID-19 | Turniej anulowano z powodu pandemii COVID-19 |
| 2019 | Jo-Wilfried Tsonga                           | Aljaž Bedene                                 | 6:7(4), 7:6(4), 6:3                          |
| 2018 | Gilles Simon                                 | Matthias Bachinger                           | 7:6(2), 6:1                                  |
| 2017 | Peter Gojowczyk                              | Benoît Paire                                 | 7:5, 6:2                                     |
| 2016 | Lucas Pouille                                | Dominic Thiem                                | 7:6(5), 6:2                                  |
| 2015 | Jo-Wilfried Tsonga                           | Gilles Simon                                 | 7:6(5), 1:6, 6:2                             |
| 2014 | David Goffin                                 | João Sousa                                   | 6:4, 6:3                                     |
| 2013 | Gilles Simon                                 | Jo-Wilfried Tsonga                           | 6:4, 6:3                                     |
| 2012 | Jo-Wilfried Tsonga                           | Andreas Seppi                                | 6:1, 6:2                                     |
| 2011 | Jo-Wilfried Tsonga                           | Ivan Ljubičić                                | 6:3, 6:7(4), 6:3                             |
| 2010 | Gilles Simon                                 | Mischa Zverev                                | 6:3, 6:2                                     |
| 2009 | Gaël Monfils                                 | Philipp Kohlschreiber                        | 7:6(1), 3:6, 6:2                             |
| 2008 | Dmitrij Tursunow                             | Paul-Henri Mathieu                           | 7:6(6), 1:6, 6:4                             |
| 2007 | Tommy Robredo                                | Andy Murray                                  | 0:6, 6:2, 6:3                                |
| 2006 | Novak Đoković                                | Jürgen Melzer                                | 4:6, 6:3, 6:2                                |
| 2005 | Ivan Ljubičić                                | Gaël Monfils                                 | 7:6(7), 6:0                                  |
| 2004 | Jérôme Haehnel                               | Richard Gasquet                              | 7:6(9), 6:4                                  |
| 2003 | Arnaud Clément                               | Fernando González                            | 6:3, 1:6, 6:3                                |

### Gra podwójna
| Rok  | Zwycięzcy                                    | Finaliści                                    | Wynik                                        |
| 2024 | Sander Arends Luke Johnson                   | Pierre-Hugues Herbert Albano Olivetti        | 6:4, 3:6, 10–3                               |
| 2023 | Hugo Nys Jan Zieliński                       | Constantin Frantzen Hendrik Jebens           | 6:4, 6:4                                     |
| 2022 | Hugo Nys Jan Zieliński                       | Lloyd Glasspool Harri Heliövaara             | 7:6(5), 6:4                                  |
| 2021 | Hubert Hurkacz Jan Zieliński                 | Hugo Nys Arthur Rinderknech                  | 7:5, 6:3                                     |
| 2020 | Turniej anulowano z powodu pandemii COVID-19 | Turniej anulowano z powodu pandemii COVID-19 | Turniej anulowano z powodu pandemii COVID-19 |
| 2019 | Robert Lindstedt Jan-Lennard Struff          | Nicolas Mahut Édouard Roger-Vasselin         | 2:6, 7:6(1), 10–4                            |
| 2018 | Nicolas Mahut Édouard Roger-Vasselin         | Ken Skupski Neal Skupski                     | 6:1, 7:5                                     |
| 2017 | Julien Benneteau Édouard Roger-Vasselin      | Wesley Koolhof Artem Sitak                   | 7:5, 6:3                                     |
| 2016 | Julio Peralta Horacio Zeballos               | Mate Pavić Michael Venus                     | 6:3, 7:6(4)                                  |
| 2015 | Łukasz Kubot Édouard Roger-Vasselin          | Pierre-Hugues Herbert Nicolas Mahut          | 2:6, 6:3, 10–7                               |
| 2014 | Mariusz Fyrstenberg Marcin Matkowski         | Marin Draganja Henri Kontinen                | 6:7(3), 6:3, 10–8                            |
| 2013 | Johan Brunström Raven Klaasen                | Nicolas Mahut Jo-Wilfried Tsonga             | 6:4, 7:6(5)                                  |
| 2012 | Nicolas Mahut Édouard Roger-Vasselin         | Johan Brunström Frederik Nielsen             | 7:6(3), 6:4                                  |
| 2011 | Jamie Murray André Sá                        | Lukáš Dlouhý Marcelo Melo                    | 6:4, 7:6(7)                                  |
| 2010 | Dustin Brown Rogier Wassen                   | Marcelo Melo Bruno Soares                    | 6:3, 6:3                                     |
| 2009 | Colin Fleming Ken Skupski                    | Arnaud Clément Michaël Llodra                | 2:6, 6:4, 10–5                               |
| 2008 | Arnaud Clément Michaël Llodra                | Mariusz Fyrstenberg Marcin Matkowski         | 5:7, 6:3, 10–8                               |
| 2007 | Arnaud Clément Michaël Llodra                | Mariusz Fyrstenberg Marcin Matkowski         | 6:1, 6:4                                     |
| 2006 | Richard Gasquet Fabrice Santoro              | Julian Knowle Jürgen Melzer                  | 3:6, 6:1, 11–9                               |
| 2005 | Michaël Llodra Fabrice Santoro               | José Acasuso Sebastián Prieto                | 6:2, 3:6, 6:4                                |
| 2004 | Arnaud Clément Nicolas Mahut                 | Ivan Ljubičić Uros Vico                      | 6:2, 7:6(8)                                  |
| 2003 | Julien Benneteau Nicolas Mahut               | Michaël Llodra Fabrice Santoro               | 7:6(2), 6:3                                  |